# Lycée Cygnaeus de Jyväskylä
Lycée Cygnaeus (en finnois : Cygnaeus-lukio) est l'un des plus grands lycées de Jyväskylä en Finlande.

## Histoire
Il a été nommé en souvenir de Uno Cygnaeus.
Ouvert en 1995, il a en 2011, 500 élèves et 45 enseignants.
Au début 2015, le lycée Cygnaeus et le lycée de Voionmaa (fi) fusionnent pour former le lycée Schildt.